# Alice (мова програмування)
Alice — мова функціонального програмування, розроблена в лабораторії Programming Systems Lab в Саарландському університеті. Це відгалуження мови Standard ML, доповнене лінивими обчисленнями, конкурентністю (багатонитевістю і розподіленими обчисленнями на основі виклику віддалених процедур) і програмування в обмеженнях.
Реалізація Alice Саарландського університету використовує віртуальну машину SEAM (Simple Extensible Abstract Mashine). Вона відноситься до вільного програмного забезпечення і використовує компіляцію «на льоту» як в байт-код, так і в рідний код для архітектури x86. Ранні версії Alice працювали в віртуальній машині Mozart/Oz, надаючи можливість взаємодії кода на Alice і на Oz.
Можливість виклику віддалених процедур в Alice залежить від віртуальної машини, тому що вона використовує безпосередню пересилку виконуваного коду з одного комп'ютера на інший. Alice доповнює Standart ML рядом примітивів для екзотичної моделі нестрогих обчислень, за допомогою яких легко реалізовується паралелізм. Потоки можуть бути створені за допомогою зарезервованого слова spawn.

## Приклад
Розглянемо нативний алгоритм для знаходження чисел Фібоначчі:
```
 
fun
 
fib
 
0
 
=
 
0

   
|
 
fib
 
1
 
=
 
1

   
|
 
fib
 
n
 
=
 
fib
(
n-
1
)
 
+
 
fib
(
n-
2
);

```

Для більших значень n вираз fib n займе багато часу. Цей вираз може бути виконаний в окремому потоці за допомогою:
```
 
val
 
x
 
=
 
spawn
(
fib
(
n
));

```

Тепер змінна x зв'язана з так званим майбутнім значенням. Коли будь-якій операції буде потрібне значення x, вона буде заблокована доти, доки потік не закінчить роботу. Для кращого використання паралелізму можна буде визначити fib так:
```
 
fun
 
fib
 
0
 
=
 
0

   
|
 
fib
 
1
 
=
 
1

   
|
 
fib
 
n
 
=
 
spawn
 
fib
(
n-
1
)
 
+
 
fib
(
n-
2
);

```